# Saotis mellipes
Saotis mellipes là một loài tò vò trong họ Ichneumonidae.